# Синєпупов Андрій Олексійович
Андрій Олексійович Синєпупов (також Сінєпупов) — український боксер, тренер та промоутер. Перший володар чемпіонського поясу в історії незалежної України, який в 1994 році став інтерконтинентальним чемпіоном WBO у легкій вазі.

## Тренерство і промоушн
Синєпупов був одним із тренерів «Українських отаманів».
У 2009-му році заснував компанію Champion Boxing Promotion. До цього Синєпупов працював на Union Boxing Promotion та Elite Boxing Promotions
Станом на 2022-й рік він тренує Олександра Бабича, Дмитра Зубка, а також турецького боксера Сердара Авчи.